# پایگان سالار
پایگان سالاران فرمانده‌های یگان پایگان در ارتش ساسانی بوده‌اند. پایگان سالاران افرادی بسیار محترم و قابل اعتمادبودند و توسط نیروهای ویژه دیلمی محافظت می‌شدند.